# Hønefoss Ballklubb 2013
Questa voce raccoglie le informazioni riguardanti lo Hønefoss Ballklubb nelle competizioni ufficiali della stagione 2013.

## Stagione
Lo Hønefoss chiuse il campionato al 16º posto in classifica, retrocedendo in 1. divisjon. L'avventura nella Coppa di Norvegia 2013 si chiuse invece al terzo turno, con l'eliminazione per mano dell'Alta. Il calciatore più utilizzato in stagione fu Steven Clark, con 33 presenze (30 in campionato e 3 in coppa). Il miglior marcatore fu invece Riku Riski a quota 11 reti (10 in campionato e una in coppa).
Il 2 aprile 2013, con il successo sullo Strømsgodset per 2-0, la squadra tornò a vincere una partita di campionato a 246 giorni dall'ultima affermazione. Il 9 maggio, il capitano Frode Lafton annunciò il proprio ritiro dall'attività agonistica, poiché le condizioni nel suo ginocchio non gli permettevano di giocare ancora a calcio. Poté salutare i suoi tifosi il 13 maggio, prima della sfida casalinga contro il Rosenborg. Fu Tor Øyvind Hovda a ereditare la fascia.
Il 22 agosto 2013, Niels Røine fu eletto nuovo presidente.

## Maglie e sponsor
Lo sponsor tecnico per la stagione 2013 fu Legea, mentre lo sponsor ufficiale fu AKA. La divisa casalinga fu composta da una maglietta bianca con inserti verti, pantaloncini neri e calzettoni bianchi. Quella da trasferta era invece totalmente nera, con inserti bianchi.
| Casa | Trasferta |

## Rosa
| N. |                       | Ruolo | Calciatore                  |
| -- | --------------------- | ----- | --------------------------- |
| 1  | Norvegia (bandiera)   | P     | Lars Sutterud               |
| 2  | Norvegia (bandiera)   | D     | Frode Lafton                |
| 3  | Norvegia (bandiera)   | D     | Simon Larsen                |
| 3  | Norvegia (bandiera)   | C     | Pål Erik Ulvestad           |
| 4  | Norvegia (bandiera)   | C     | Helge Haugen                |
| 5  | Norvegia (bandiera)   | D     | Aleksander Solli            |
| 6  | Islanda (bandiera)    | C     | Kristján Örn Sigurðsson     |
| 7  | Danimarca (bandiera)  | C     | Mikkel Vendelbo             |
| 8  | Norvegia (bandiera)   | D     | Kevin Larsen                |
| 9  | Norvegia (bandiera)   | C     | Mats André Kaland           |
| 10 | Finlandia (bandiera)  | A     | Riku Riski                  |
| 11 | Norvegia (bandiera)   | C     | Erik Midtgarden             |
| 13 | Finlandia (bandiera)  | C     | Toni Kolehmainen            |
| 14 | Costa Rica (bandiera) | D     | Heiner Mora                 |
| 16 | Norvegia (bandiera)   | C     | Tor Øyvind Hovda (capitano) |

| N. |                           | Ruolo | Calciatore                 |
| -- | ------------------------- | ----- | -------------------------- |
| 19 | Norvegia (bandiera)       | A     | Øyvind Hoås                |
| 20 | Norvegia (bandiera)       | A     | Alexander Mathisen         |
| 21 | Senegal (bandiera)        | A     | Remond Mendy               |
| 22 | Islanda (bandiera)        | D     | Arnór Sveinn Aðalsteinsson |
| 23 | Norvegia (bandiera)       | D     | Alexander Groven           |
| 24 | Norvegia (bandiera)       | A     | Kenneth Di Vita Jensen     |
| 25 | Norvegia (bandiera)       | P     | John Hurlen                |
| 26 | Stati Uniti (bandiera)    | P     | Steven Clark               |
| 27 | Costa d'Avorio (bandiera) | A     | Kevin Beugré               |
| 28 | Norvegia (bandiera)       | D     | Martin Sørlie Nygaard      |
| 30 | Norvegia (bandiera)       | D     | Sigurd Svendsen            |
| 31 | Norvegia (bandiera)       | C     | Martin Thomassen           |
| 32 | Norvegia (bandiera)       | A     | Ole Petter Berget          |
| 84 | Norvegia (bandiera)       | P     | Magnus Hjulstad            |

## Calciomercato

### Sessione invernale(dal 01/01 al 31/03)
| Acquisti | Acquisti               | Acquisti        | Acquisti      |
| R.       | Nome                   | da              | Modalità      |
| -------- | ---------------------- | --------------- | ------------- |
| P        | Lars Sutterud          | Drøbak/Frogn    | definitivo    |
| D        | Aleksander Solli       |                 | svincolato    |
| C        | Pål Erik Ulvestad      | Molde           | prestito      |
| A        | Kenneth Di Vita Jensen | Ullensaker/Kisa | fine prestito |
| A        | Alexander Mathisen     |                 | svincolato    |

| Cessioni | Cessioni           | Cessioni     | Cessioni   |
| R.       | Nome               | a            | Modalità   |
| -------- | ------------------ | ------------ | ---------- |
| P        | Lars Stubhaug      | Strømsgodset | definitivo |
| D        | Vegar Gjermundstad |              | svincolato |
| C        | Rune Bolseth       |              | svincolato |
| C        | Leo Olsen          |              | svincolato |
| A        | Joachim Magnussen  |              | svincolato |

### Trasferimenti tra le due sessioni
| Acquisti | Acquisti | Acquisti | Acquisti |
| R.       | Nome     | da       | Modalità |
| -------- | -------- | -------- | -------- |

| Cessioni | Cessioni     | Cessioni | Cessioni |
| R.       | Nome         | a        | Modalità |
| -------- | ------------ | -------- | -------- |
| D        | Frode Lafton |          | ritiro   |

### Sessione estiva(dal 15/07 al 10/08)
| Acquisti | Acquisti        | Acquisti     | Acquisti   |
| R.       | Nome            | da           | Modalità   |
| -------- | --------------- | ------------ | ---------- |
| P        | Magnus Hjulstad |              | svincolato |
| D        | Simon Larsen    | Vålerenga    | prestito   |
| A        | Øyvind Hoås     | Sarpsborg 08 | definitivo |

| Cessioni | Cessioni          | Cessioni  | Cessioni      |
| R.       | Nome              | a         | Modalità      |
| -------- | ----------------- | --------- | ------------- |
| D        | Heiner Mora       |           | svincolato    |
| C        | Pål Erik Ulvestad | Molde     | fine prestito |
| A        | Kevin Beugré      | Mjøndalen | prestito      |

## Risultati

### Eliteserien

#### Girone di andata
| Arbitro: | Hafsås (Trondheim) |

|                                        |           |                     |
| Mathisen 13’ Vilhjálmsson 23’ Hoff 33’ | Marcatori | 54’ Kaland 63’ Mora |

| Arbitro: | Døvle (Larvik) |

|                            |           |  |
| Riski 81’ (rig.) Solli 90’ | Marcatori |  |

| Arbitro: | Moen (Haugesund) |

|                                                |           |                                |
| Barrantes 6’ James 15’ Larsen 60’ Phillips 66’ | Marcatori | 20’ Mendy 33’ Larsen 50’ Riski |

| Arbitro: | Kjensli (Oslo) |

|  |           |             |
|  | Marcatori | 84’ Gytkjær |

| Arbitro: | Hafsås (Trondheim) |

|             |           |           |
| Holmvik 43’ | Marcatori | 88’ Solli |

| Arbitro: | Hagen (Grue) |

|          |           |           |
| Wiig 37’ | Marcatori | 74’ Riski |

| Arbitro: | Rafiq (Oslo) |

|              |           |               |
| Vendelbo 62’ | Marcatori | 55’ Moldskred |

| Arbitro: | Hansen (Feda) |

|              |           |                        |
| González 63’ | Marcatori | 44’ Vendelbo 88’ Solli |

| Arbitro: | Sandmoen (Kjelsås) |

|            |           |                             |
| Kaland 50’ | Marcatori | 31’ Nielsen 43’ Elyounoussi |

| Stavanger 16 maggio 2013, ore 18:00 10ª giornata | Viking        | 0 – 0 referto | Hønefoss | Viking Stadion (11.742 spett.)\| Arbitro: \| Hansen (Feda) \| |
| Arbitro:                                         | Hansen (Feda) |               |          |                                                               |

| Arbitro: | Sælen (Bergen) |

|            |           |  |
| Kaland 50’ | Marcatori |  |

| Arbitro: | Døvle (Larvik) |

|                                      |           |  |
| Chima 12’, 60’ Eikrem 51’ Tripić 55’ | Marcatori |  |

| Arbitro: | Johnsen (Tønsberg) |

|              |           |                  |
| Mathisen 48’ | Marcatori | 62’ (rig.) Shala |

| Arbitro: | Hansen (Feda) |

|             |           |           |
| Bolseth 26’ | Marcatori | 43’ Riski |

| Arbitro: | Hagen (Grue) |

|            |           |              |
| Kaland 16’ | Marcatori | 7’ Huseklepp |

#### Girone di ritorno
| Arbitro: | Hafsås (Trondheim) |

|                  |           |                     |
| Riski 44’ (rig.) | Marcatori | 41’ Solli 61’ Berre |

| Arbitro: | Staberg (Harstad) |

|                                                                   |           |           |
| Kamara 2’, 30’, 90’ Storflor 24’ Sigurðsson 28’ (aut.) Kovács 70’ | Marcatori | 22’ Riski |

| Arbitro: | Moen (Haugesund) |

|                |           |                                                              |
| Solli 55’, 80’ | Marcatori | 13’ Barrantes 20’ Matland 21’ Hamdallah 35’ James 90’ Larsen |

| Arbitro: | Hansen (Feda) |

|             |           |  |
| Gytkjær 12’ | Marcatori |  |

| Arbitro: | Edvartsen (Hamar) |

|  |           |                   |
|  | Marcatori | 62’ (aut.) Haugen |

| Arbitro: | Rafiq (Oslo) |

|                                  |           |          |
| Riski 51’ Hovda 87’ Vendelbo 88’ | Marcatori | 11’ Wiig |

| Arbitro: | Kjensli (Oslo) |

|           |           |           |
| Drage 71’ | Marcatori | 88’ Riski |

| Arbitro: | Hagen (Grue) |

|  |           |               |
|  | Marcatori | 50’ Heikkinen |

| Arbitro: | Edvartsen (Hamar) |

|           |           |                        |
| Kippe 15’ | Marcatori | 51’ Vendelbo 54’ Riski |

| Arbitro: | Døvle (Larvik) |

|                             |           |                                        |
| K. Sigurðsson 82’ Hovda 90’ | Marcatori | 36’ I. Sigurðsson 59’ (rig.) Ingelsten |

| Trondheim 6 ottobre 2013, ore 19:00 26ª giornata | Rosenborg         | 0 – 0 referto | Hønefoss | Lerkendal Stadion (12.058 spett.)\| Arbitro: \| Kjensli (Kjelsås) \| |
| Arbitro:                                         | Kjensli (Kjelsås) |               |          |                                                                      |

| Arbitro: | Johnsen (Tønsberg) |

|  |           |           |
|  | Marcatori | 54’ Chima |

| Bergen 27 ottobre 2013, ore 18:00 28ª giornata | Brann        | 0 – 0 referto | Hønefoss | Brann Stadion (9.348 spett.)\| Arbitro: \| Rafiq (Oslo) \| |
| Arbitro:                                       | Rafiq (Oslo) |               |          |                                                            |

| Arbitro: | Berntsen (Vang) |

|                                   |           |                |
| Haugen 55’ Mathisen 57’ Riski 68’ | Marcatori | 61’ Stamnestrø |

| Arbitro: | Sandmoen (Kjelsås) |

|                                        |           |                       |
| Clark 33’ (aut.) Shala 74’ Johnsen 79’ | Marcatori | 8’ Hovda 56’ Mathisen |

### Coppa di Norvegia
| Asker 17 aprile 2013, ore 18:00 Primo turno                      | Holmen    | 0 – 3 referto                  | Hønefoss | Holmen Kunstgress |
| \| \| \| \| \| \| Marcatori \| 13’ Larsen 27’ Mora 42’ Jensen \| |           |                                |          |                   |
|                                                                  |           |                                |          |                   |
|                                                                  | Marcatori | 13’ Larsen 27’ Mora 42’ Jensen |          |                   |

| Arbitro: | Isaksen |

|                                                    |                      |                                 |
| Avdimetaj 35’                                      | Marcatori            | 53’ Riski                       |
| Ryghseter Peyghambernejad Celina Torgersen Ekholdt | Tiri di rigore 2 – 3 | Riski Vendelbo Solli Midtgarden |

| Arbitro: | Kjensli (Oslo) |

|                        |           |                   |
| Sega Ngom 2’ Balto 86’ | Marcatori | 87’ Aðalsteinsson |

## Statistiche

### Statistiche di squadra
| Competizione      | Punti | In casa | In casa | In casa | In casa | In casa | In casa | In trasferta | In trasferta | In trasferta | In trasferta | In trasferta | In trasferta | Totale | Totale | Totale | Totale | Totale | Totale | DR  |
| Competizione      | Punti | G       | V       | N       | P       | Gf      | Gs      | G            | V            | N            | P            | Gf           | Gs           | G      | V      | N      | P      | Gf     | Gs     | DR  |
| ----------------- | ----- | ------- | ------- | ------- | ------- | ------- | ------- | ------------ | ------------ | ------------ | ------------ | ------------ | ------------ | ------ | ------ | ------ | ------ | ------ | ------ | --- |
| Eliteserien       | 29    | 15      | 4       | 4       | 7       | 18      | 20      | 15           | 2            | 7            | 6            | 16           | 27           | 30     | 6      | 11     | 13     | 34     | 47     | -13 |
| Coppa di Norvegia | -     | 0       | 0       | 0       | 0       | 0       | 0       | 3            | 2            | 0            | 1            | 5            | 3            | 3      | 2      | 0      | 1      | 5      | 3      | +2  |
| Totale            | -     | 15      | 4       | 4       | 7       | 18      | 20      | 18           | 4            | 7            | 7            | 21           | 30           | 33     | 8      | 11     | 14     | 39     | 50     | -11 |

### Statistiche dei giocatori
| Giocatore        | Eliteserien | Eliteserien | Eliteserien | Eliteserien | Coppa di Norvegia | Coppa di Norvegia | Coppa di Norvegia | Coppa di Norvegia | Coppe europee | Coppe europee | Coppe europee | Coppe europee | Altre coppe | Altre coppe | Altre coppe | Altre coppe | Totale   | Totale | Totale      | Totale     |
| Giocatore        | Presenze    | Reti        | Ammonizioni | Espulsioni  | Presenze          | Reti              | Ammonizioni       | Espulsioni        | Presenze      | Reti          | Ammonizioni   | Espulsioni    | Presenze    | Reti        | Ammonizioni | Espulsioni  | Presenze | Reti   | Ammonizioni | Espulsioni |
| ---------------- | ----------- | ----------- | ----------- | ----------- | ----------------- | ----------------- | ----------------- | ----------------- | ------------- | ------------- | ------------- | ------------- | ----------- | ----------- | ----------- | ----------- | -------- | ------ | ----------- | ---------- |
| A. Aðalsteinsson | 11          | 0           | 2           | 0           | 3                 | 1                 | 1                 | 0                 | ?             | ?             | ?             | ?             | ?           | ?           | ?           | ?           | 14+      | 1+     | 3+          | 0+         |
| O. Berget        | 1           | 0           | 0           | 0           | 0                 | 0                 | 0                 | 0                 | ?             | ?             | ?             | ?             | ?           | ?           | ?           | ?           | 1+       | 0+     | 0+          | 0+         |
| S. Clark         | 30          | 0           | 2           | 0           | 3                 | 0                 | 1                 | 0                 | ?             | ?             | ?             | ?             | ?           | ?           | ?           | ?           | 33+      | 0+     | 3+          | 0+         |
| A. Groven        | 24          | 0           | 4           | 0           | 2                 | 0                 | 1                 | 0                 | ?             | ?             | ?             | ?             | ?           | ?           | ?           | ?           | 26+      | 0+     | 5+          | 0+         |
| H. Haugen        | 26          | 1           | 6           | 0           | 3                 | 0                 | 1                 | 0                 | ?             | ?             | ?             | ?             | ?           | ?           | ?           | ?           | 29+      | 1+     | 7+          | 0+         |
| M. Hjulstad      | 0           | 0           | 0           | 0           | 0                 | 0                 | 0                 | 0                 | ?             | ?             | ?             | ?             | ?           | ?           | ?           | ?           | 0+       | 0+     | 0+          | 0+         |
| Ø. Hoås          | 9           | 0           | 2           | 1           | 0                 | 0                 | 0                 | 0                 | ?             | ?             | ?             | ?             | ?           | ?           | ?           | ?           | 9+       | 0+     | 2+          | 1+         |
| J. Hurlen        | 0           | 0           | 0           | 0           | 0                 | 0                 | 0                 | 0                 | ?             | ?             | ?             | ?             | ?           | ?           | ?           | ?           | 0+       | 0+     | 0+          | 0+         |
| T. Hovda         | 25          | 3           | 2           | 0           | 0                 | 0                 | 0                 | 0                 | ?             | ?             | ?             | ?             | ?           | ?           | ?           | ?           | 25+      | 3+     | 2+          | 0+         |
| K. Jensen        | 15          | 0           | 0           | 0           | 3                 | 1                 | 0                 | 0                 | ?             | ?             | ?             | ?             | ?           | ?           | ?           | ?           | 18+      | 1+     | 0+          | 0+         |
| M. Kaland        | 27          | 4           | 0           | 0           | 2                 | 0                 | 0                 | 0                 | ?             | ?             | ?             | ?             | ?           | ?           | ?           | ?           | 29+      | 4+     | 0+          | 0+         |
| T. Kolehmainen   | 8           | 0           | 0           | 0           | 0                 | 0                 | 0                 | 0                 | ?             | ?             | ?             | ?             | ?           | ?           | ?           | ?           | 8+       | 0+     | 0+          | 0+         |
| K. Larsen        | 27          | 1           | 2           | 0           | 3                 | 1                 | 2                 | 0                 | ?             | ?             | ?             | ?             | ?           | ?           | ?           | ?           | 30+      | 2+     | 4+          | 0+         |
| S. Larsen        | 10          | 0           | 1           | 0           | 0                 | 0                 | 0                 | 0                 | ?             | ?             | ?             | ?             | ?           | ?           | ?           | ?           | 10+      | 0+     | 1+          | 0+         |
| A. Mathisen      | 20          | 3           | 2           | 0           | 0                 | 0                 | 0                 | 0                 | ?             | ?             | ?             | ?             | ?           | ?           | ?           | ?           | 20+      | 3+     | 2+          | 0+         |
| R. Mendy         | 23          | 1           | 3           | 0           | 0                 | 0                 | 0                 | 0                 | ?             | ?             | ?             | ?             | ?           | ?           | ?           | ?           | 23+      | 1+     | 3+          | 0+         |
| E. Midtgarden    | 19          | 0           | 2           | 0           | 3                 | 0                 | 0                 | 0                 | ?             | ?             | ?             | ?             | ?           | ?           | ?           | ?           | 22+      | 0+     | 2+          | 0+         |
| M. Nygaard       | 0           | 0           | 0           | 0           | 0                 | 0                 | 0                 | 0                 | ?             | ?             | ?             | ?             | ?           | ?           | ?           | ?           | 0+       | 0+     | 0+          | 0+         |
| R. Riski         | 29          | 10          | 4           | 0           | 2                 | 1                 | 0                 | 0                 | ?             | ?             | ?             | ?             | ?           | ?           | ?           | ?           | 31+      | 11+    | 4+          | 0+         |
| K. Sigurðsson    | 25          | 1           | 3           | 0           | 1                 | 0                 | 0                 | 0                 | ?             | ?             | ?             | ?             | ?           | ?           | ?           | ?           | 26+      | 1+     | 3+          | 0+         |
| A. Solli         | 29          | 5           | 0           | 0           | 3                 | 0                 | 0                 | 0                 | ?             | ?             | ?             | ?             | ?           | ?           | ?           | ?           | 32+      | 5+     | 0+          | 0+         |
| L. Sutterud      | 0           | 0           | 0           | 0           | 0                 | 0                 | 0                 | 0                 | ?             | ?             | ?             | ?             | ?           | ?           | ?           | ?           | 0+       | 0+     | 0+          | 0+         |
| S. Svendsen      | 1           | 0           | 0           | 0           | 0                 | 0                 | 0                 | 0                 | ?             | ?             | ?             | ?             | ?           | ?           | ?           | ?           | 1+       | 0+     | 0+          | 0+         |
| M. Thomassen     | 2           | 0           | 0           | 0           | 1                 | 0                 | 0                 | 0                 | ?             | ?             | ?             | ?             | ?           | ?           | ?           | ?           | 3+       | 0+     | 0+          | 0+         |
| M. Vendelbo      | 29          | 4           | 3           | 0           | 3                 | 0                 | 1                 | 0                 | ?             | ?             | ?             | ?             | ?           | ?           | ?           | ?           | 32+      | 4+     | 4+          | 0+         |